# Herstal
Herstal (bivši naziv: Héristal) je grad u Belgiji u valonskom dijelu zemlje, koji upravno spada pod pokrajinu Liège. Grad se nalazi na rijeci Meuse i dio je aglomerizacijskog područja Liègea. Herstal je poznat po tvornici oružja Fabrique Nationale, te općenito po industriji. Herstal je službeni status grada dobio odlukom valonskog parlamenta u svibnju 2009. godine.
U XIX. stoljeću grad se naglo razvija zbog industrije i rudarstva. Tvornica oružja „Fabrique Nationale de Herstal” osnovana je 1889. godine. Kasnije u gradu biva razvijena proizvodnja motocikala. Nakon Drugog svjetskog rata značaj industrije pada, te se smanjuje broj radnih mjesta. 

## Stanovništvo
Najveći broj useljenika je talijanskog podrijetla, a slijede ih Španjolci, Portugalci, Francuzi, Turci, te useljenici iz Magreba. Ovakva struktura objašnjava se imigracijskim valovima vezanima uz razvitak industrije ugljena.
Razvoj stanovništva od 1830. godine.

## Zbratimljeni gradovi
- Castelmauro, Italija
- Kilmarnock, Škotska
- Alès, Francuska

## Vanjske poveznice
- Službena stranica